# Copa Hopman 2018
La MasterCard Hopman Cup XXX correspon a la 30a edició de la Copa Hopman de tennis entre països. Vuit països participen en el Grup Mundial amb equips mixtos, una dona i un home. Aquesta edició es va disputar entre el 30 de desembre de 2017 i el 6 de gener de 2018 al Perth Arena de Perth, Austràlia, sobre pista dura interior.
L'equip suís, format per Belinda Bencic i Roger Federer, va guanyar per tercera ocasió aquest títol (1992 i 2001), de fet, Federer ja havia guanyat l'edició de 2001.

## Equips
| CS                                                                                 | Equip        | Tennista femenina         | WTA | Tennista masculí   | ATP | Rànquing |
| ---------------------------------------------------------------------------------- | ------------ | ------------------------- | --- | ------------------ | --- | -------- |
| 1                                                                                  | Alemanya     | Angelique Kerber          | 12  | Alexander Zverev   | 5   | 17       |
| 2                                                                                  | Estats Units | Coco Vandeweghe           | 16  | Jack Sock          | 21  | 37       |
| 3                                                                                  | Bèlgica      | Elise Mertens             | 38  | David Goffin       | 11  | 49       |
| 4                                                                                  | Rússia       | Anastassia Pavliutxénkova | 21  | Karén Khatxànov    | 42  | 63       |
| 5                                                                                  | Japó         | Naomi Osaka               | 62  | Yūichi Sugita      | 40  | 102      |
| 6                                                                                  | Canadà       | Eugenie Bouchard          | 79  | Vasek Pospisil     | 84  | 163      |
| 7                                                                                  | Suïssa       | Belinda Bencic            | 196 | Roger Federer      | 2   | 198      |
| 8                                                                                  | Austràlia    | Daria Gavrilova           | 22  | Thanasi Kokkinakis | 212 | 234      |
| Rànquings ATP i WTA a dia 2 d'octubre de 2017 (últim abans del sorteig del quadre) |              |                           |     |                    |     |          |

## Grup A

### Classificació
| CS | País      | Alemanya | Bèlgica | Canadà | Austràlia | V − D | Partits | Sets   | Jocs    | Pos. |
| 1  | Alemanya  |          | 2−1     | 3−0    | 2−1       | 3 − 0 | 7 − 2   | 15 − 5 | 97 − 75 | 1    |
| 3  | Bèlgica   | 1−2      |         | 3−0    | 3−0       | 2 − 1 | 7 − 2   | 14 − 6 | 97 − 68 | 2    |
| 6  | Canadà    | 0−3      | 0−3     |        | 1−2       | 0 − 3 | 1 − 8   | 3 − 16 | 89 − 99 | 4    |
| 8  | Austràlia | 1−2      | 0−3     | 2−1    |           | 1 − 2 | 3 − 6   | 9 − 14 | 89 − 99 | 3    |

### Partits

#### Austràlia vs. Canadà
| · Austràlia · 2 | Perth Arena, Perth, Austràlia 31 de desembre de 2017 Dura interior | Perth Arena, Perth, Austràlia 31 de desembre de 2017 Dura interior     | · Canadà · 1 |     |     |  |
| \| \| \| \| 1 \| 2 \| 3 \| \| \| - \| ------------------ \| ---------------------------------------------------------------------- \| ---- \| --- \| --- \| \| \| 1 \| Austràlia · Canadà \| Daria Gavrilova Eugenie Bouchard \| 6 1 \| 6 4 \| \| \| \| 2 \| Austràlia · Canadà \| Thanasi Kokkinakis Vasek Pospisil \| 6 4 \| 3 6 \| 6 3 \| \| \| 3 \| Austràlia · Canadà \| Daria Gavrilova / Thanasi Kokkinakis Eugenie Bouchard / Vasek Pospisil \| 3¹ 4 \| 34 \| \| \| |                                                                    |                                                                        |              |     |     |  |
| |                                                                    |                                                                        | 1            | 2   | 3   |  |
| 1 | Austràlia · Canadà                                                 | Daria Gavrilova Eugenie Bouchard                                       | 6 1          | 6 4 |     |  |
| 2 | Austràlia · Canadà                                                 | Thanasi Kokkinakis Vasek Pospisil                                      | 6 4          | 3 6 | 6 3 |  |
| 3 | Austràlia · Canadà                                                 | Daria Gavrilova / Thanasi Kokkinakis Eugenie Bouchard / Vasek Pospisil | 3¹ 4         | 34  |     |  |

#### Bèlgica vs. Alemanya
| · Bèlgica · 1 | Perth Arena, Perth, Austràlia 1 de gener de 2018 Dura interior | Perth Arena, Perth, Austràlia 1 de gener de 2018 Dura interior   | · Alemanya · 2 |      |   |  |
| \| \| \| \| 1 \| 2 \| 3 \| \| \| - \| ------------------ \| ---------------------------------------------------------------- \| ---- \| ---- \| - \| \| \| 1 \| Bèlgica · Alemanya \| Elise Mertens Angelique Kerber \| 6⁶ 7 \| 6¹ 7 \| \| \| \| 2 \| Bèlgica · Alemanya \| David Goffin Alexander Zverev \| 6 3 \| 6 3 \| \| \| \| 3 \| Bèlgica · Alemanya \| Elise Mertens / David Goffin Angelique Kerber / Alexander Zverev \| 2 4 \| 3² 4 \| \| \| |                                                                |                                                                  |                |      |   |  |
| |                                                                |                                                                  | 1              | 2    | 3 |  |
| 1 | Bèlgica · Alemanya                                             | Elise Mertens Angelique Kerber                                   | 6⁶ 7           | 6¹ 7 |   |  |
| 2 | Bèlgica · Alemanya                                             | David Goffin Alexander Zverev                                    | 6 3            | 6 3  |   |  |
| 3 | Bèlgica · Alemanya                                             | Elise Mertens / David Goffin Angelique Kerber / Alexander Zverev | 2 4            | 3² 4 |   |  |

#### Canadà vs. Alemanya
| · Canadà · 0 | Perth Arena, Perth, Austràlia 3 de gener de 2018 Dura interior | Perth Arena, Perth, Austràlia 3 de gener de 2018 Dura interior        | · Alemanya · 3 |      |   |  |
| \| \| \| \| 1 \| 2 \| 3 \| \| \| - \| ----------------- \| --------------------------------------------------------------------- \| ---- \| ---- \| - \| \| \| 1 \| Canadà · Alemanya \| Eugenie Bouchard Angelique Kerber \| 1 6 \| 3 6 \| \| \| \| 2 \| Canadà · Alemanya \| Vasek Pospisil Alexander Zverev \| 4 6 \| 2 6 \| \| \| \| 3 \| Canadà · Alemanya \| Eugenie Bouchard / Vasek Pospisil Angelique Kerber / Alexander Zverev \| 3² 4 \| 3² 4 \| \| \| |                                                                |                                                                       |                |      |   |  |
| |                                                                |                                                                       | 1              | 2    | 3 |  |
| 1 | Canadà · Alemanya                                              | Eugenie Bouchard Angelique Kerber                                     | 1 6            | 3 6  |   |  |
| 2 | Canadà · Alemanya                                              | Vasek Pospisil Alexander Zverev                                       | 4 6            | 2 6  |   |  |
| 3 | Canadà · Alemanya                                              | Eugenie Bouchard / Vasek Pospisil Angelique Kerber / Alexander Zverev | 3² 4           | 3² 4 |   |  |

#### Austràlia vs. Bèlgica
| · Austràlia · 0 | Perth Arena, Perth, Austràlia 3 de gener de 2018 Dura interior | Perth Arena, Perth, Austràlia 3 de gener de 2018 Dura interior    | · Bèlgica · 3 |     |     |  |
| \| \| \| \| 1 \| 2 \| 3 \| \| \| - \| ------------------- \| ----------------------------------------------------------------- \| --- \| --- \| --- \| \| \| 1 \| Austràlia · Bèlgica \| Daria Gavrilova Elise Mertens \| 6 2 \| 4 6 \| 2 6 \| \| \| 2 \| Austràlia · Bèlgica \| Thanasi Kokkinakis David Goffin \| 4 6 \| 2 6 \| \| \| \| 3 \| Austràlia · Bèlgica \| Daria Gavrilova / Thanasi Kokkinakis Elise Mertens / David Goffin \| 3 4 \| 4 2 \| 1 4 \| \| |                                                                |                                                                   |               |     |     |  |
| |                                                                |                                                                   | 1             | 2   | 3   |  |
| 1 | Austràlia · Bèlgica                                            | Daria Gavrilova Elise Mertens                                     | 6 2           | 4 6 | 2 6 |  |
| 2 | Austràlia · Bèlgica                                            | Thanasi Kokkinakis David Goffin                                   | 4 6           | 2 6 |     |  |
| 3 | Austràlia · Bèlgica                                            | Daria Gavrilova / Thanasi Kokkinakis Elise Mertens / David Goffin | 3 4           | 4 2 | 1 4 |  |

#### Bèlgica vs. Canadà
| · Bèlgica · 3 | Perth Arena, Perth, Austràlia 5 de gener de 2018 Dura interior | Perth Arena, Perth, Austràlia 5 de gener de 2018 Dura interior | · Canadà · 0 |     |     |  |
| \| \| \| \| 1 \| 2 \| 3 \| \| \| - \| ---------------- \| ------------------------------------------------------------- \| --- \| --- \| --- \| \| \| 1 \| Bèlgica · Canadà \| Elise Mertens Eugenie Bouchard \| 6 4 \| 6 4 \| \| \| \| 2 \| Bèlgica · Canadà \| David Goffin Vasek Pospisil \| 6 2 \| 6 4 \| \| \| \| 3 \| Bèlgica · Canadà \| Elise Mertens / David Goffin Maddison Inglis / Vasek Pospisil \| 4 3 \| 3 4 \| 4 3 \| \| |                                                                |                                                                |              |     |     |  |
| |                                                                |                                                                | 1            | 2   | 3   |  |
| 1 | Bèlgica · Canadà                                               | Elise Mertens Eugenie Bouchard                                 | 6 4          | 6 4 |     |  |
| 2 | Bèlgica · Canadà                                               | David Goffin Vasek Pospisil                                    | 6 2          | 6 4 |     |  |
| 3 | Bèlgica · Canadà                                               | Elise Mertens / David Goffin Maddison Inglis / Vasek Pospisil  | 4 3          | 3 4 | 4 3 |  |

- L'australiana Maddison Inglis substitueix Eugenie Bouchard degut a la seva baixa, però el partit de dobles es compatibilitza amb el resultat 4-0, 4-0.[2]

#### Austràlia vs. Alemanya
| · Austràlia · 1 | Perth Arena, Perth, Austràlia 5 de gener de 2018 Dura interior | Perth Arena, Perth, Austràlia 5 de gener de 2018 Dura interior           | · Alemanya · 2 |      |     |  |
| \| \| \| \| 1 \| 2 \| 3 \| \| \| - \| -------------------- \| ------------------------------------------------------------------------ \| --- \| ---- \| --- \| \| \| 1 \| Austràlia · Alemanya \| Daria Gavrilova Angelique Kerber \| 1 6 \| 2 6 \| \| \| \| 2 \| Austràlia · Alemanya \| Thanasi Kokkinakis Alexander Zverev \| 5 7 \| 7 64 \| 6 4 \| \| \| 3 \| Austràlia · Alemanya \| Daria Gavrilova / Thanasi Kokkinakis Angelique Kerber / Alexander Zverev \| 4 1 \| 1 4 \| 3 4 \| \| |                                                                |                                                                          |                |      |     |  |
| |                                                                |                                                                          | 1              | 2    | 3   |  |
| 1 | Austràlia · Alemanya                                           | Daria Gavrilova Angelique Kerber                                         | 1 6            | 2 6  |     |  |
| 2 | Austràlia · Alemanya                                           | Thanasi Kokkinakis Alexander Zverev                                      | 5 7            | 7 64 | 6 4 |  |
| 3 | Austràlia · Alemanya                                           | Daria Gavrilova / Thanasi Kokkinakis Angelique Kerber / Alexander Zverev | 4 1            | 1 4  | 3 4 |  |

## Grup B

### Classificació
| CS | País         | Estats Units | Rússia | Japó | Suïssa | V − D | Partits | Sets    | Jocs     | Pos. |
| 2  | Estats Units |              | 2−1    | 2−1  | 0−3    | 2 − 1 | 4 − 5   | 9 − 11  | 85 − 69  | 2    |
| 4  | Rússia       | 1−2          |        | 2−1  | 0−3    | 1 − 2 | 3 − 6   | 10 − 13 | 93 − 94  | 3    |
| 5  | Japó         | 1−2          | 1−2    |      | 0−3    | 0 − 3 | 2 − 7   | 5 − 15  | 59 − 98  | 4    |
| 7  | Suïssa       | 3−0          | 3−0    | 3−0  |        | 3 − 0 | 9 − 0   | 18 − 3  | 109 − 76 | 1    |

### Partits

#### Rússia vs. Estats Units
| · Rússia · 1 | Perth Arena, Perth, Austràlia 30 de desembre de 2017 Dura interior | Perth Arena, Perth, Austràlia 30 de desembre de 2017 Dura interior      | · Estats Units · 2 |     |     |  |
| \| \| \| \| 1 \| 2 \| 3 \| \| \| - \| --------------------- \| ----------------------------------------------------------------------- \| --- \| --- \| --- \| \| \| 1 \| Rússia · Estats Units \| Anastassia Pavliutxénkova Coco Vandeweghe \| 3 6 \| 3 6 \| \| \| \| 2 \| Rússia · Estats Units \| Karén Khatxànov Jack Sock \| 4 6 \| 6 1 \| 3 6 \| \| \| 3 \| Rússia · Estats Units \| Anastassia Pavliutxénkova / Karén Khatxànov Coco Vandeweghe / Jack Sock \| 3 4 \| 4 1 \| 4 2 \| \| |                                                                    |                                                                         |                    |     |     |  |
| |                                                                    |                                                                         | 1                  | 2   | 3   |  |
| 1 | Rússia · Estats Units                                              | Anastassia Pavliutxénkova Coco Vandeweghe                               | 3 6                | 3 6 |     |  |
| 2 | Rússia · Estats Units                                              | Karén Khatxànov Jack Sock                                               | 4 6                | 6 1 | 3 6 |  |
| 3 | Rússia · Estats Units                                              | Anastassia Pavliutxénkova / Karén Khatxànov Coco Vandeweghe / Jack Sock | 3 4                | 4 1 | 4 2 |  |

#### Japó vs. Suïssa
| · Japó · 0 | Perth Arena, Perth, Austràlia 30 de desembre de 2017 Dura interior | Perth Arena, Perth, Austràlia 30 de desembre de 2017 Dura interior | · Suïssa · 3 |     |      |  |
| \| \| \| \| 1 \| 2 \| 3 \| \| \| - \| ------------- \| ---------------------------------------------------------- \| --- \| --- \| ---- \| \| \| 1 \| Japó · Suïssa \| Yuichi Sugita Roger Federer \| 4 6 \| 3 6 \| \| \| \| 2 \| Japó · Suïssa \| Naomi Osaka Belinda Bencic \| 5 7 \| 3 6 \| \| \| \| 3 \| Japó · Suïssa \| Naomi Osaka / Yuichi Sugita Belinda Bencic / Roger Federer \| 4 2 \| 1 4 \| 3¹ 4 \| \| |                                                                    |                                                                    |              |     |      |  |
| |                                                                    |                                                                    | 1            | 2   | 3    |  |
| 1 | Japó · Suïssa                                                      | Yuichi Sugita Roger Federer                                        | 4 6          | 3 6 |      |  |
| 2 | Japó · Suïssa                                                      | Naomi Osaka Belinda Bencic                                         | 5 7          | 3 6 |      |  |
| 3 | Japó · Suïssa                                                      | Naomi Osaka / Yuichi Sugita Belinda Bencic / Roger Federer         | 4 2          | 1 4 | 3¹ 4 |  |

#### Japó vs. Estats Units
| · Japó · 1 | Perth Arena, Perth, Austràlia 2 gener de 2018 Dura interior | Perth Arena, Perth, Austràlia 2 gener de 2018 Dura interior | · Estats Units · 2 |     |   |             |
| \| \| \| \| 1 \| 2 \| 3 \| \| \| - \| ------------------- \| ---------------------------------------------------------- \| ---- \| --- \| - \| ----------- \| \| 1 \| Japó · Estats Units \| Maddison Inglis Coco Vandeweghe \| 5 7 \| 2 6 \| \| \| \| 2 \| Japó · Estats Units \| Yuichi Sugita Jack Sock \| 7 6¹ \| 1 \| \| retirada \| \| 3 \| Japó · Estats Units \| Maddison Inglis / Yuichi Sugita Coco Vandeweghe / Pat Cash \| \| \| \| no disputat \| |                                                             |                                                             |                    |     |   |             |
| |                                                             |                                                             | 1                  | 2   | 3 |             |
| 1 | Japó · Estats Units                                         | Maddison Inglis Coco Vandeweghe                             | 5 7                | 2 6 |   |             |
| 2 | Japó · Estats Units                                         | Yuichi Sugita Jack Sock                                     | 7 6¹               | 1   |   | retirada    |
| 3 | Japó · Estats Units                                         | Maddison Inglis / Yuichi Sugita Coco Vandeweghe / Pat Cash  |                    |     |   | no disputat |

- L'australiana Maddison Inglis substitueix Naomi Osaka degut a la seva baixa, però els partits es compatibilitzen amb els resultats 6-0, 6-0 (individual) i 4-0, 4-0 (dobles).[3]

#### Rússia vs. Suïssa
| · Rússia · 0 | Perth Arena, Perth, Austràlia 2 gener de 2018 Dura interior | Perth Arena, Perth, Austràlia 2 gener de 2018 Dura interior                | · Suïssa · 3 |      |     |  |
| \| \| \| \| 1 \| 2 \| 3 \| \| \| - \| --------------- \| -------------------------------------------------------------------------- \| ---- \| ---- \| --- \| \| \| 1 \| Rússia · Suïssa \| Karén Khatxànov Roger Federer \| 3 6 \| 68 7 \| \| \| \| 2 \| Rússia · Suïssa \| Anastassia Pavliutxénkova Belinda Bencic \| 1 6 \| 6 3 \| 3 6 \| \| \| 3 \| Rússia · Suïssa \| Anastassia Pavliutxénkova / Karén Khatxànov Belinda Bencic / Roger Federer \| 3¹ 4 \| 4 3 \| 1 4 \| \| |                                                             |                                                                            |              |      |     |  |
| |                                                             |                                                                            | 1            | 2    | 3   |  |
| 1 | Rússia · Suïssa                                             | Karén Khatxànov Roger Federer                                              | 3 6          | 68 7 |     |  |
| 2 | Rússia · Suïssa                                             | Anastassia Pavliutxénkova Belinda Bencic                                   | 1 6          | 6 3  | 3 6 |  |
| 3 | Rússia · Suïssa                                             | Anastassia Pavliutxénkova / Karén Khatxànov Belinda Bencic / Roger Federer | 3¹ 4         | 4 3  | 1 4 |  |

#### Japó vs. Rússia
| · Japó · 1 | Perth Arena, Perth, Austràlia 4 gener de 2018 Dura interior | Perth Arena, Perth, Austràlia 4 gener de 2018 Dura interior             | · Rússia · 2 |     |      |  |
| \| \| \| \| 1 \| 2 \| 3 \| \| \| - \| ------------- \| ----------------------------------------------------------------------- \| --- \| --- \| ---- \| \| \| 1 \| Japó · Rússia \| Naomi Osaka Anastassia Pavliutxénkova \| 6 4 \| 3 6 \| 7 6⁵ \| \| \| 2 \| Japó · Rússia \| Yuichi Sugita Karén Khatxànov \| 4 6 \| 2 6 \| \| \| \| 3 \| Japó · Rússia \| Naomi Osaka / Yuichi Sugita Anastassia Pavliutxénkova / Karén Khatxànov \| 1 4 \| 0 4 \| \| \| |                                                             |                                                                         |              |     |      |  |
| |                                                             |                                                                         | 1            | 2   | 3    |  |
| 1 | Japó · Rússia                                               | Naomi Osaka Anastassia Pavliutxénkova                                   | 6 4          | 3 6 | 7 6⁵ |  |
| 2 | Japó · Rússia                                               | Yuichi Sugita Karén Khatxànov                                           | 4 6          | 2 6 |      |  |
| 3 | Japó · Rússia                                               | Naomi Osaka / Yuichi Sugita Anastassia Pavliutxénkova / Karén Khatxànov | 1 4          | 0 4 |      |  |

#### Suïssa vs. Estats Units
| · Suïssa · 3 | Perth Arena, Perth, Austràlia 4 gener de 2018 Dura interior | Perth Arena, Perth, Austràlia 4 gener de 2018 Dura interior | · Estats Units · 0 |     |   |  |
| \| \| \| \| 1 \| 2 \| 3 \| \| \| - \| --------------------- \| ---------------------------------------------------------- \| ---- \| --- \| - \| \| \| 1 \| Suïssa · Estats Units \| Roger Federer Jack Sock \| 7 6⁵ \| 7 5 \| \| \| \| 2 \| Suïssa · Estats Units \| Belinda Bencic Coco Vandeweghe \| 7 6⁶ \| 6 4 \| \| \| \| 3 \| Suïssa · Estats Units \| Belinda Bencic / Roger Federer Coco Vandeweghe / Jack Sock \| 4 3 \| 4 2 \| \| \| |                                                             |                                                             |                    |     |   |  |
| |                                                             |                                                             | 1                  | 2   | 3 |  |
| 1 | Suïssa · Estats Units                                       | Roger Federer Jack Sock                                     | 7 6⁵               | 7 5 |   |  |
| 2 | Suïssa · Estats Units                                       | Belinda Bencic Coco Vandeweghe                              | 7 6⁶               | 6 4 |   |  |
| 3 | Suïssa · Estats Units                                       | Belinda Bencic / Roger Federer Coco Vandeweghe / Jack Sock  | 4 3                | 4 2 |   |  |

## Final
| · Alemanya · 1 | Perth Arena, Perth, Austràlia 6 de gener de 2018 Dura interior | Perth Arena, Perth, Austràlia 6 de gener de 2018 Dura interior     | · Suïssa · 2 |     |     |  |
| \| \| \| \| 1 \| 2 \| 3 \| \| \| - \| ----------------- \| ------------------------------------------------------------------ \| ---- \| --- \| --- \| \| \| 1 \| Alemanya · Suïssa \| Alexander Zverev Roger Federer \| 7 64 \| 0 6 \| 2 6 \| \| \| 2 \| Alemanya · Suïssa \| Angelique Kerber Belinda Bencic \| 6 4 \| 6 1 \| \| \| \| 3 \| Alemanya · Suïssa \| Angelique Kerber / Alexander Zverev Belinda Bencic / Roger Federer \| 34 \| 2 4 \| \| \| |                                                                |                                                                    |              |     |     |  |
| |                                                                |                                                                    | 1            | 2   | 3   |  |
| 1 | Alemanya · Suïssa                                              | Alexander Zverev Roger Federer                                     | 7 64         | 0 6 | 2 6 |  |
| 2 | Alemanya · Suïssa                                              | Angelique Kerber Belinda Bencic                                    | 6 4          | 6 1 |     |  |
| 3 | Alemanya · Suïssa                                              | Angelique Kerber / Alexander Zverev Belinda Bencic / Roger Federer | 34           | 2 4 |     |  |